# Schurft (dieren)

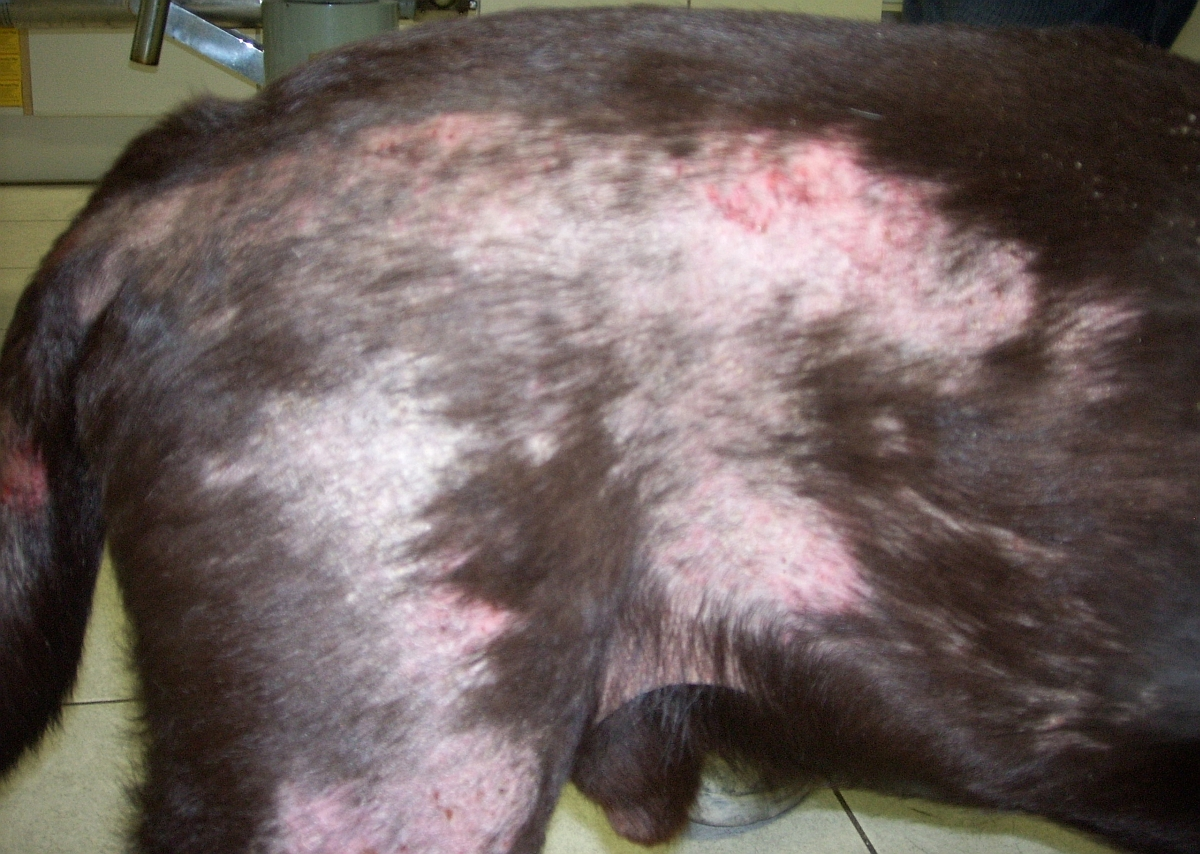
Ernstige schurft bij een hond

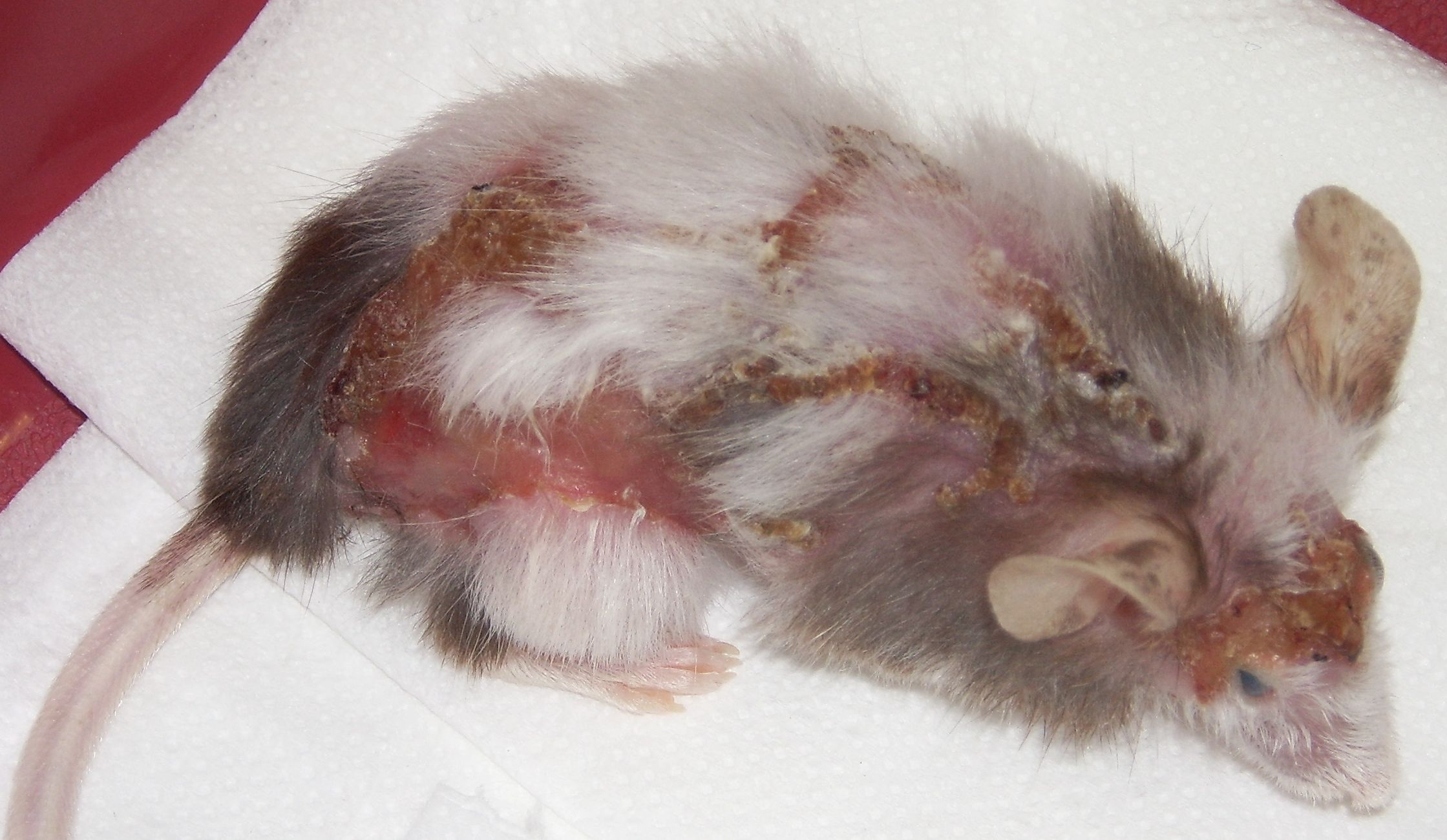
Schurft met korstvorming bij een muis

Schurft (Lat. scabiës) is een huidafwijking bij dieren die soortspecifiek wordt veroorzaakt door verschillende mijtensoorten, zoals bijvoorbeeld Sarcoptes scabiei var. canis (een ondersoort van de 'gewone' (mensen)schurftmijt, hoewel soms als aparte soort opgevat) en Demodex canis (bij honden), Psoroptes sp., Chorioptes sp., Cheyletiella sp. en Notoedres cati (kopschurft bij katten), Otodectes cynotis (oorschurft), Myocoptes sp. en Myobia sp. (bij muizen), Radforia ensifera, Notoedres muris en Sarcoptes anacanthos (bij ratten), Knemidocoptes pilae (snavelschurft bij papegaaien) en andere mijten.

## Gewone schurft
Voor 'gewone' schurft zijn, al naargelang welke diersoort als gastheer fungeert, verschillende mijten(onder)soorten verantwoordelijk. Bij mensen wordt schurft veroorzaakt door Sarcoptes scabei, en is bij honden een ondersoort daarvan, Sarcoptes scabei var. canis, de oorzaak, en is bij katten Notoedres cati de boosdoener.  
Schurftmijten zijn dus vrij specifiek voor de betreffende diersoorten. Gewone 'dierenschurft' kan zeer besmettelijk zijn tussen verschillende diersoorten onderling, maar voor mensen is deze vorm van schurft in de regel niet besmettelijk. Hondenschurft kan soms bij mensen wel huidirritatie veroorzaken die na een aantal weken vanzelf verdwijnt. 
Schurft komt meestal voor bij verzwakte en/of verwaarloosde dieren zoals bij zwerfdieren, maar ook gezonde dieren kunnen besmet worden. Meestal zijn met name de buik, hakken, ellebogen en oren aangetast, maar de schurft kan zich over het hele lichaam verspreiden.
De mijten graven gangen in de huid en planten zich onderhuids voort, waarna de jonge mijten het gangenstelsel steeds verder uitbouwen. Na besmetting kan het daardoor enige tijd duren voordat het dier symptomen ontwikkelt. Het zal (bij Sarcoptes-schurft) dan gaan om uitslag (rode bultjes), zwelling en schilfering van de huid, en hevige jeuk (vanwege het onderhuidse 'graven', en door immuunreactie op de mijt en zijn uitwerpselen). Als het dier zich vanwege de jeuk krabt, kunnen er wonden en zweren (en verlittekening) ontstaan. 
De diagnose wordt gesteld door een afkrabsel van de huid te nemen; met het blote oog zijn de minder dan 0,5 mm grote mijten niet zichtbaar, maar wel onder een microscoop. 
De behandeling bestaat uit toediening van ivermectine -- hetzij in tablet- of druppelvorm, hetzij via injectie.

## Jeugdschurft
De schurft die veroorzaakt wordt door de Demodex-mijt wordt vaak jeugdschurft (of, bij honden, puppieschurft) genoemd omdat deze vorm van schurft vaak bij jonge dieren voorkomt, hoewel dit type schurft ook bij volwassen dieren kan optreden. Mensen zijn ongevoelig voor deze mijten. 
Demodex-schurft kent twee varianten: de lokale en de gegeneraliseerde. Bij lokale Demodex-schurft zijn er maar een paar plekken van de huid aangetast (meestal de snuit en poten). Bij de gegeneraliseerde vorm kunnen over het hele lichaam haarden zitten. Anders dan de gewone schurftmijt leeft Demodex in de talgkliertjes en de haarzakjes. Demodex-schurft veroorzaakt haaruitval, en kan voorkomen mèt of zonder jeuk. Door secundaire bacteriële infectie kunnen zweervorming en verlittekening optreden.
Net als bij gewone schurft wordt de diagnose gesteld door een afkrabsel van de huid onder de microscoop te bekijken. De schurft kan worden behandeld met een shampoo waarmee de hond dan minimaal 6 weken lang een keer per week gewassen moet worden.